# 迪拉诺·范特霍夫
迪拉诺·范特霍夫（荷蘭語：Dilano van 't Hoff；荷蘭語：[diˈlaːnoː vɑn (ə)t ˈɦɔf]；2004年7月26日—2023年7月1日）是一名已故荷蘭賽車手，曾贏得2021年西班牙F4锦标赛。他在歐洲區域方程式錦標賽斯帕-弗朗科尔尚赛道中的多車相撞而死亡。

## 職業生涯

### 卡丁車
范特霍夫在11歲時便開始國際卡丁車生涯，參加SKUSA超級國家冠軍（SKUSA SuperNationals）。2018年，他以第三名完成IAME歐洲系列賽（IAME Euro Series）和IAME國際決賽（International Final），同年他亦以第六名完成首個歐洲錦標賽（CIK-FIA Karting European Championship）賽季，翌年他以第五名完成同項賽事，但這年他被提升至OK組別，及替極限競速（Forza Racing）贏得工業盃（Trofeo delle Industrie）。

### 青年方程式賽車
2021年，范特霍夫首次代表Xcel車隊在單座賽車參加2021阿聯酋F4锦标赛。他在季初開始順利，雖然在第一場比賽初段落後，但他成功追回並以第二名完成，並在接下來兩項賽事以頭位出賽及勝出。之後范特霍夫在下一輪的亚斯码头赛道贏多兩項賽事，成功與分數最接近的對手恩佐·特鲁利拉窄。他在迪拜赛车场贏得第三輪，可是他在倒數第二輪比賽的最後一場比賽中被取消資格而失分，使兩者分數差距擴大。最終在最後一輪比賽中他僅以一分輸給特鲁利排第二位。
在主要錦標賽上，他效力MP車隊參加2021年西班牙F4锦标赛。他首兩場勝仗是第一輪的斯帕-弗朗科尔尚赛道上。之後他連續六項比賽取得前3名登上頒獎台，包括在阿尔加维国际赛道三戰均取得前三名。他接著的勝出是在里卡多·托莫賽道上，原本冠軍丹尼爾·马西亚（Daniel Macia）因為違反賽道邊界而被罰。在賽季倒數第二輪比賽，范特霍夫完成杆位帽子戲法勝利，使他成為賽季總冠軍。

### 歐洲區域方程式錦標賽
2021年9月，范特霍夫首次參加歐洲區域方程式錦標賽，代表MP车队在里卡多·托莫賽道出任临时车手。2022年，他替MP车队完成了2022年歐洲區域方程式錦標賽，並獲MP车队留任參加2023年歐洲區域方程式錦標賽。

## 意外離世
2023年7月1日，歐洲區域方程式錦標賽斯帕-弗朗科尔尚赛道在大雨下舉行賽事，范特霍夫的車與多輛賽車相撞而死亡，撞車位置位於賴迪利永彎出口處，進入凯默尔直路前他的車在進入凯默尔直路前失控撞上菲茨杰拉德車側。，其它相撞車手包括乔舒亚·杜费克（Joshua Dufek）、亞當·菲茨杰拉德、恩佐·雄蒂和蒂姆·特拉姆尼茨。
意外發生後，接著舉行的斯帕24小時耐力賽和奥地利大獎賽均對此默哀一分鐘，不少賽車界人物均向范特霍夫致哀。

## 外部連結
- 迪拉诺·范特霍夫 在DriverDB.com上的职业生涯数据（英文）